# Arthur Whyte
Hon. Arthur Mornington Whyte, AM (* 12. März 1921 in Adelaide, South Australia; † 15. Dezember 2014) war ein australischer Politiker der Liberal and Country League und zuletzt der Liberal Party of Australia, der unter anderem zwischen 1966 und 1985 Mitglied des South Australian Legislative Council sowie von 1978 bis 1985 Präsident des Legislativrates war.

## Leben
Arthur Mornington Whyte nahm als Angehöriger des Infanteriebataillons 2/48th Battalion der Australian Army am Zweiten Weltkrieg teil und kam unter anderem bei der Belagerung von Tobruk (10. April bis 27. November 1941) zum Einsatz. Nach seiner Rückkehr nach Australien war er als Gutsververwalter und Grundbesitzer tätig. 
Whyte wurde für die Liberal and Country League nach dem Tode seines Parteifreundes Dudley Octoman am 11. September 1966 bei der dadurch notwendigen Nachwahl (By-Election) im Wahlkreis Northern District am 29. Oktober 1966 erstmals zum Mitglied des South Australian Legislative Council gewählt, des Oberhauses des Parlaments von South Australia. Er vertrat diesen Wahlkreis bis zur Wahlreform 1975, bei der die bisherigen Wahlkreise aufgelöst wurden, und fortan der Bundesstaat South Australia als ein Wahlgebiet gilt. Dieses Wahlsystem ermöglicht die Wahl einer größeren Vielfalt kleinerer Parteien und Unabhängiger in das Parlament. Außerdem wird es dadurch für eine Partei schwierig, die Kammer zu kontrollieren. Im Anschluss wurde er für die 22. Juli 1974 aus der Liberal and Country League hervorgegangene Liberal Party am 12. Juli 1975 für das Gesamt-Wahlgebiet The State wieder zum Mitglied des South Australian Legislative Council gewählt, dem er bis zum 19. November 1985 angehörte. Während seiner Parlamentszugehörigkeit war er zwischen dem 20. Juni 1973 und dem 28. Februar 1978 Mitglied des Gemeinsamen Ausschusses für nachgeordnete Gesetzgebung (Joint Committee on Subordinate Legislation).
Als Nachfolger seines am 26. Februar 1978 im Amt verstorbenen Parteifreundes Frank Potter übernahm Arthur Whyte am 28. Februar 1978 das Amt als Präsident des Legislativrates und bekleidete dieses bis zum 7. Dezember 1985, woraufhin Anne Levy von der Australian Labor Party (ALP) als erste und bislang einzige Frau diesen Posten übernahm. Er spielte 1984 eine maßgebliche Rolle bei der Verabschiedung des Maralinga Tjarutja Land Rights Act, der den etwa 100 Aborigines der Yalata und Maralinga die Selbstverwaltung und das Landeigentum sicherte. Am 27. März 1986 wurde ihm aufgrund einer mindestens dreijährigen Amtszeit als Präsident des Legislativrates der Höflichkeitstitel The Honourable verliehen.
Für seine herausragenden Verdienste um das Parlament von Südaustralien wurde er im Zuge der Birthday Honours am 8. Juni 1987 zum Mitglied (Member) des Order of Australia (AM) ernannt. Für seine Verdienste wurde ihm ferner am 1. Januar 2001 anlässlich des 100-jährigen Bestehens des Australischen Bundes die Centenary Medal verliehen. Aus seiner im Juni 1944 geschlossenen Ehe mit Mary Whyte gingen die Caroline, Annette Patricia, Martin und Nola hervor.

## Hintergrundliteratur
- Parliament of South Australia: Statistical Record of the Legislature 1836–2007 (Memento vom 11. März 2019 im Internet Archive)
- Robert Martin: Responsible Government in South Australia, Band 2, Wakefield Press, 2009, ISBN 978-1-8625-4-8442, S. 83 f. (Onlineversion (Auszug))